# The Troubles (Haven)
Los Problemas es un término usado en el mundo ficticio en la serie sobrenatural de televisión estadounidense / canadiense, Haven, que se estrenó el 9 de julio de 2010, en Syfy. La serie gira en torno a la resolución de las crisis causadas cuando un personaje provoca un problema, por lo general debido al estrés emocional. Los problemas incluyen las emociones de un personaje que dictan el tiempo, otros hacen que otras personas vean sus peores temores, y sin embargo, una de las fantasías se hacen realidad. El problemático rara vez se presenta como mala persona, simplemente son desafortunados.

## Antecedentes
"Los Problemas" es un nombre colectivo para las aflicciones sobrenaturales que afectan a determinados ciudadanos en momentos críticos de la vida en la ciudad de Haven. Junto a la plaga actual, un brote de estos problemas sucedió en 1983, cuando el chico de Colorado fue asesinado, cuando Max Hansen mató a la familia y fue enviado a prisión por otros hechos y cuando otros eventos horribles ocurrieron. Lucy Ripley, una anterior "rencarnación" de Audrey, trabajó con Wuornos Garland para ayudar a resolver los problemas causados por los disturbios de 1983. Lucy estuvo en Haven durante unos meses, pero parece que cuando se fue, o tal vez desapareció, los problemas habían sido contenidos.
El periódico Herald de Haven ha grabado muchos de estos problemas en el pasado. La secuencia de apertura de los créditos muestra los titulares donde aparecen los problemas por periodos que pueden ir tan lejos como la fundación de la ciudad hace más de 350 años. Los problemas suelen reflejar el estado emocional de los problemáticos: emociones unipersonales que afectaron el clima y el enojo trajo tormentas, mientras que otro cuya ira causa descargas eléctricas.
Algunas personas en la ciudad ven los problemas como una maldición de Dios. El Revendo Ed Driscoll señala, refiriéndose a la gente con problemas, que "Haven está lleno hasta los topes de impíos". Otras personas son más simpáticas hacia las personas con problemas.

## Las Personas Problemáticas
Nathan Wuornos no puede sentir ningún dolor u otras sensaciones, a excepción del toque de Audrey Parker, aunque tuvo la oportunidad de perder su problema cuando fue tomado temporalmente por Ian Haskell. (Ep.202) El fallecido Jefe Garland Wuornos fue afligido con la facultad de la Terrakinesis, y era quien tenía a Haven unida, literalmente, y cuando perdió la concentración Haven comenzaría a resquebrajarse. El regreso de Max Hansen empujó el jefe sobre el borde, y ya no es capaz de controlar la fisura. Él llevó a cabo el agrietamiento dentro de sí mismo, hasta que explotó en fragmentos diminutos. (Ep.113)
A continuación se muestra una lista de las personas que tienen problemas en Haven.

### Temporada 1
| Persona           | Actor(es)        | Episodio                   | Problema | Resultado |
| ----------------- | ---------------- | -------------------------- | --- | --- |
| Marion Caldwell   | Nicole de Boer   | Welcome to Haven           | Manipulación climática | Es atendida por Conrad Brauer                                                                                    |
| Bobby Mueller     | Ricardo Hoyos    | Butterfly                  | Cuando duerme sus pesadillas se hacen realidad para aquellos de los que se siente amenazado. | Cuidado y medicación ayudan a eliminar las pesadillas.                                                           |
| Ray McBreen       | Lyriq Bent       | Harmony                    | Manipulación mental (Su música puede arreglar o alterar la mente). | Navega hacia el atardecer con un equipo de personas que antes eran catatónicas y que él puso cuerdas nuevamente. |
| Bill McShaw       | Sebastian Pigott | Consumed                   | Virogénesis (El estrés causa que todo lo que come se haga veneno). | Cambia a un trabajo sin estrés.                                                                                  |
| Beatrice Mitchell | Jennie Raymond   | Ball and Chain             | Desplazamiento de edad y transferencias de vida (Seduce a los hombres al azar tomando la forma de una mujer bella y joven, y hace que cada uno muera de vejez, pasando la energía de las personas a sus bebés al sujetarlos) | Se encadena ella misma en el interior del faro cuando es tiempo de cambiar.                                      |
| Piper Landon      | Fiona Reid       | Fur                        | Todo lo que haya sido disecado por ella vuelve a la vida. | Elige ser asesinada por sus animales.                                                                            |
| Vickie            | Molly Dunsworth  | Sketchy                    | Las cosas que dibuja pueden ser afectadas en la vida real. | El hombre que toma ventaja de su problema se ahoga cuando ella lo dibuja cayendo en el agua.                     |
| Thornton Aarons   | Rick Roberts     | Ain't No Sunshine          | Su sombra tiene una vida propia y ataca/mata las causas de su ira. | Queda encerrado en una casa de modo que no entre luz y por lo tanto no puede dar sombra.                         |
| Vaughn Carpenter  | Leslie Carlson   | As You Were                | Camaleón, es capaz de adoptar la imagen de cualquiera. | Él es asesinado.                                                                                                 |
| Matt West         | Max Topplin      | The Hand You're Dealt      | Pirokinesis (crea fuego con la mente). | Es provocado para quemarse en su ira e impotencia.                                                               |
| Vanessa Stanley   | Cynthia Preston  | The Hand You're Dealt      | Precognición: es capaz de tener visiones del futuro. | Es asesinada por Matt West.                                                                                      |
| Ezra Colbert      | Jonas Chernick   | The Trial of Audrey Parker | Puede leer el pensamiento ajeno. | Es arrestado. |
| James Carrick     | Tom Barnett      | Resurfacing                | Súper velocidad. Al unirse con sus ataques lo hace desaparecer. | Desaparece para siempre, aunque todavía está presente.                                                           |
| Max Hansen        | John Bourgeois   | Spiral                     | La incapacidad de sentir dolor o cualquier otra cosa. | Es tragado por una grieta rampante.                                                                              |

### Temporada 2
| Persona                         | Actor(es)                                                              | Episodio                                         | Problema | Resultado |
| ------------------------------- | ---------------------------------------------------------------------- | ------------------------------------------------ | --- | --- |
| TJ Smith                        | Joey Klein                                                             | A Tale of Two Audreys                            | Trae lo que lee a la vida. | Está al tanto de su problema |
| Ian Haskell                     | Bryan Dick                                                             | Fear & Loathing                                  | Absorción de habilidades (Asume los problemas de los otros a través de su sangre).                                                  | Recibe un disparo y muere mientras tiene el problema de Jackie Clark. |
| Jackie Clark                    | Andrea Wilson                                                          | Fear & Loathing                                  | Ilusión (hace que la gente vea sus peores miedos cuando la miran).                                                                  | Su problema es tomado por Ian Haskell. |
| Lewis Pufahl                    | Hugo Speer                                                             | Love Machine                                     | Tecnopatía (Las cosas que arregla hace que cobre vida).                                                                             | Por el bien de los demás, se ve obligado a quedarse en Haven sin su esposa para que las máquinas que arregla no maten.                                                                          |
| Mayor Brody                     | Peter MacNeill                                                         | Sparks and Recreation                            | Manipulación empática (Su presencia hace que la gente lo adule).                                                                    | Fue asesinado por una descarga eléctrica de un micrófono deliberadamente manipulado por su esposa.                                                                                              |
| Chris Brody                     | Jason Priestley                                                        | Sparks and Recreation                            | Manipulación empática (Hereda los problemas de su padre).                                                                           | En "Lockdown", admite ceder a su problema que casi mata a las personas de Haven y le dice Audrey que deben terminar.                                                                            |
| Lori Fulcher                    | Kate Greenhouse                                                        | Sparks and Recreation                            | Electromagnetismo (Manipula la electricidad).                                                                                       | Ella debe ser cuidada y bien "conectada a tierra". |
| The Novelli & Keegan families   | Joe Dinicol, Alexz Johnson, Sean McCann, Corinne Conley y Ted Atherton | Roots                                            | Manipulación vegetal (Los árboles cobran vida).                                                                                     | El amor entre las familias hace que recuperen el control. |
| Anson Shumway                   | Ari Cohen                                                              | Audrey Parker's Day Off                          | Rebobinado Temporal (Capacidad de reiniciar el día una y otra vez).                                                                 | Deliberadamente se coloca delante de un auto en marcha para morir y así poder detener los reinicios.                                                                                            |
| Cole Glendower                  | Kenneth Welsh                                                          | The Tides That Bind                              | Adaptación pulmonar (Él y algunos integrantes de su familia son capaces de respirar en el agua y se ven forzados a vivir en el mar) | Se le permitió regresar al mar por el brote actual, prometiendo entregarse una vez que sea posible, y le pide a Nathan a cuidar de su familia hasta entonces.                                   |
| Cornell Stamoran                | Cristián de la Fuente                                                  | Friend or Faux                                   | Clonación (Manifiesta alter ego físicos que pueden hacer las cosas que él quiera).                                                  | Es asesinado por una copia que convence a Audrey para expresar su propia independencia. |
| Nikki Coleman                   | Kristin Booth                                                          | Lockdown                                         | Virogénesis a través del tacto. | Audrey le ayuda a ganar confianza para controlar sus sentimientos, los cuales termina dirigiendo a su abusivo esposo.                                                                           |
| Dwight Hendrickson              | Adam Copeland                                                          | Lockdown                                         | Magnetismo (Mayormente atrae las balas).                                                                                            | Maneja la situación con el uso de un chaleco a prueba de balas. |
| Frankie, Amelia y Sophie Benton | Leah Ostry, Alexandria Benoit y Julia Hines                            | Who, What, Where, Wendigo?                       | Wendigos, personas que anhelan la carne humana, aunque pueden sobrevivir con cualquier carne viva.                                  | Después de que las niñas aprenden a controlar los antojos humanos en el bosque, Dwight les lleva a un matadero, donde ellas podrán vivir y alimentarse hasta que los problemas hayan terminado. |
| Stu Pierce                      | Joris Jarsky                                                           | Business as Usual                                | Deshidratación (Sucede a través de su sudor).                                                                                       | Él y su esposa deciden irse, cuando Haven deja de ser un lugar seguro debido a los problemas.                                                                                                   |
| Duke Crocker                    | Eric Balfour                                                           | Business as Usual                                | Cuando la sangre de un infectado lo toca, durante unos segundos sus ojos se vuelven plateados y adquiere gran fuerza.               | No está claro si esto puede ser considerado como un problema. |
| Kyle Hopkins                    | Torrance Coombs                                                        | Sins of the Fathers                              | Percepción extrasensorial. | Se mata empujando el cuchillo de Duke en su propio estómago, causando la muerte, y desaparece.                                                                                                  |
| Hadley Chambers                 | Niamh Wilson                                                           | Silent Night                                     | Manipulación de la realidad (Hace que Haven se convierta en un globo de nieve).                                                     | Se detiene cuando Audrey le hace darse cuenta de que su padre la ama. |
| Mara Kopf                       | N/A                                                                    | Esta historia aparece exclusivamente en Twitter. | Criokinesis (Las cosas que toca las congela), Teagues Vince lo describe como una "inversión de temperatura anormal".                | Fue rescatada de su casa en llamas por Teagues Vince y ayudado por Sarah (La anterior Audrey en la primavera de 1958) de una manera no especificada                                             |

### Temporada 3
| Persona                     | Actor(es)           | Episodio                | Problema                                                                                                  | Resultado |
| --------------------------- | ------------------- | ----------------------- | --- | --- |
| Wesley Toomey               | Michael Therriault  | 301                     | Manipulación de la realidad (Hace aparecer en Haven una nave extraterrestre).                             | Nathan lo convence de irse en la nave alienígena para salvar Haven.                                                                                 |
| Tor Magnusson               | Adrian G. Griffiths | Stay                    | Alteración de la apariencia (Vuelve a los animales humanos).                                              | El problema se mantiene bajo control por el tratamiento de los animales con humanidad..                                                             |
| Harry Nix                   | David W. Keeley     | The Farmer              | Insuficiencia orgánica progresiva (Necesita absorber órganos de sus familiares)                           | Duke elimina el problema matando a Harry Nix. |
| Daphne                      | Francine Deschepper | Over My Head            | Éxtasis y Horror (Sus pensamientos y temores se hacen realidad en las personas en las que ella piensa).   | Duke la salva rescatándola al utilizar su poder. |
| Jordan McKee                | Kate Kelton         | Over My Head            | Propina dolor a la persona que toca, por lo que se ve obligada a utilizar guantes.                        | Es asesinada en Thanks for the Memories cuando intenta detener a Nathan.                                                                            |
| Lynette                     | Amy Sloan           | Double Jeopardy         | Creación de golem (Su sed de justicia crea un Golem vengativo).                                           | La culpa de lo que ha hecho la lleva a quedar "encerrada" en una pintura.                                                                           |
| Roland Holloway             | Iain Glen           | Real Estate             | La manipulación de masas (Se encuentra atrapado en su casa y es capaz de cambiar su forma a su antojo).   | La casa se destruye, a pesar de que parece ser capaz de reconstruirse en sí en el tiempo.                                                           |
| Noelle                      | Melanie Scrofano    | Magic Hour (Part 1)     | Resurrección (Es capaz de revivir a la gente con su toque antes del atardecer).                           | Es asesinada y revive gracias al poder de su hermana.                                                                                               |
| Moira                       | Claudia Black       | Magic Hour (Part 2)     | Resurrección (Es capaz de revivir a la gente con su toque antes del atardecer).                           | Muere al revivir a su hermana y a Nathan, y revive gracias al poder de su hermana.                                                                  |
| Stuart Mosley               | George Robertson    | Sarah                   | Teletransportación espacio-tiempo (Es capaz de enviar a la gente al pasado o futuro).                     | Él se queda solo en su vejez, para atender su jardín.                                                                                               |
| Ginger Danvers              | Kiara Glasco        | Burned                  | Persuasión.                                                                                               | Su problema desaparece cuando se encuentra en un entorno seguro.                                                                                    |
| Will Brady                  | Nolan North         | Last Goodbyes           | Déficit neurocognitivo (Al salir del coma, hace que los habitantes caigan en un coma degenerativo).       | Vuelve al coma para que todos puedan despertar. Audrey le ha mantenido con vida porque él es consciente incluso en el coma.                         |
| Arla Cogan                  | Laura Vandervoort   | Reunion                 | Alteración de la Apariencia (skinwalker) (Es capaz de tomar la forma de las personas al ponerse su piel). | Al final de la temporada 3, episodio "Thanks for the Memories", es apuñalada por Audrey y su cuerpo posteriormente es aspirado en el granero.       |
| Jeanine                     | Molly Atkinson      | Reunion                 | Todo alimento que toca se convierte en una porción de torta.                                              | Dwight lleva a ella y Robert a un lugar más seguro.                                                                                                 |
| Robert Taylor               | Shaun Benson        | Reunion                 | Rejuvenecimiento (Lo hace para vengarse de los que le hicieron daño).                                     | La posibilidad de la felicidad con Jeanine, que siempre le ha gustado, le da un escape de sus problemas.                                            |
| Audrey Parker (Sarah y más) | Emily Rose          | Thanks for the Memories | Neutralización (Es capaz de suprimir los problemas durante periodos).                                     | Al final de la temporada 3 "Thanks for the Memories", ella ingresa al granero para neutralizar los problemas pero al final ella y Duke desaparecen) |

### Temporada 4
| Persona        | Actor(es)        | Episodio                  | Problema | Resultado |
| -------------- | ---------------- | ------------------------- | --- | --- |
| Jennifer Mason | Emma Lahana      | Fallout                   | Súper Oído (Escucha las conversaciones que tuvieron lugar dentro del granero). | Se une a Nathan y Duke en la búsqueda de Audrey. |
| Don Keaton     | Kyle Mac         | Survivors                 | Pirokinesis (Incinera personas de adentro hacia fuera, convirtiéndolos en carbón vegetal. Activado por su dolor al sobrevivir a un incendio donde murió su compañero de lucha.)                                    | Al final se hace consiente de su problema para controlarlo. |
| Mike Gallagher | Tony Nappo       | Bad Blood                 | Su sangre es capaz de matar de desangramiento a una persona, su problema se activa con la muerte de su esposa. | Fue sacado de Haven para aprender a llevar su dolor. |
| Baer Brock     | Steven McCarthy  | Lost and Found            | Creación de Douen, que con sus risas atraen y secuestran a niños. | Las criaturas desaparecen cuando deja de lado la envidia por los demás, al ser incapaz de tener hijos. |
| Tyler          | Douglas Nyback   | The New Girl              | Alineación motora, es capaz de controlar a las personas a través de un objeto que les pertenezca. | Posee a Duke e intenta mata su cuerpo original, con la intención de nunca volver a él, pero la angustia de Duke elimina el problema y le hace volver justo cuando su cuerpo muere.                                           |
| Paul Krebs     | Jason Jazrawy    | Countdown                 | Conversión a piedra. | Las cuentas atrás desaparecen cuando se animó a preguntarle a su amigo, que es lo que él cree que la gente le estaba ralentizando de hacer. A la salida, es apuñalado por Wade, pero se tendrá cuidado de él en el hospital. |
| Carrie Benson  | Kandyse McClure  | Lay Me Down               | Manipulación de los sueños (Las experiencias de la vida real lo que experimenta en los sueños). | Su problema desaparece cuando se vence su mayor temor en sus sueños, pero se quedó con la marca de huella de los matones de William.                                                                                         |
| Jack Driscoll  | Darri Ingolfsson | Crush                     | Proyección de campos de fuerza de alta presión. | Se calmó con un ejercicio de buceo. |
| Aiden Driscoll | Craig Olejnik    | Crush                     | Proyección de campos de fuerza de alta presión. | Se calmó con un ejercicio de buceo. |
| William        | Colin Ferguson   | William                   | Creación de Problemas, a través de un orbe negro en forma de mano al colocarlo sobre la persona. También es capaz de causar a la víctima alucinaciones y volverlas en contra de los otros.                         | |
| Cliff          | Kenneth Mitchell | The Trouble with Troubles | Manipulación de la realidad, Su deseo de querer que los Problemas desaparezcan después de que su esposa murió, hace que Haven quede libre de Problemas y la gente que vive en el pueblo se encuentran sin memoria. | La ciudad vuelve a su estado normal después que es asesinado por William. |
| The Rougarou   | N/A              | Shot in the Dark          | El monstruo se desató a partir del libro “Unstake My Heart”, que fue leído por primera vez por Audrey en "Welcome To Haven" hasta que Jennifer lo encontró en la casa de su padre.                                 | Se rompió en pedazos cuando Jennifer cogió el libro tan pronto como ella estaba a punto de ser atacada. |
| Aaron Harker   | N/A              | When the Bough Breaks     | La gente muere cuando él empieza a llorar. El problema de Harker normalmente comienza en la pubertad, pero William hace que se manifieste en su hijo Aaron.                                                        | Bn, que conoce el problema de la familia Crocker, le pide a Duke que lo asesine. De mala gana lo hace, lo que elimina el problema de Aaron.                                                                                  |
| Mara           | Emily Rose       | The Lighthouse            | Creación de problemas, la encarnación original de Audrey y William crearon los problemas hace siglos. | La chispa de William, antes de que Nathan lo envíe de vuelta al otro mundo, causa que Audrey se convierta en su encarnación.                                                                                                 |

## Temporada 5
| Persona               | Actor(s)                                        | Ep.(s)                                | Problema | Resultado |
| --------------------- | ----------------------------------------------- | ------------------------------------- | --- | --- |
| La Familia Barrow     | Margot Dionne, Gharrett Phaon and Myron Natwick | "See No Evil" and "Speak No Evil"     | Capacidad de cerrar ojos, bocas y odios a través de hilos, asociado al código moral Chino del Santai de los Tres Monos Sabios.                | Inicialmente el problema se detuvo cuando Roy Crocker mató a Constanza Barrow en 1929, pero se dispara una vez más debido a la negación de Duke sobre la muerte de Jennifer. Afortunadamente desaparece una vez que se acepta que ella se ha ido y la familia es liberada. |
| Jody                  | Lucia Walters                                   | "Spotlight" and "Much Ado About Mara" | Rayos de energía solar. Luego este problema es alterado por Mara para que emita Ondas de Microondas, asesinando a todo aquel que este cerca.. | Duke la ayudó a aprender a controlar el problema. |
| Skip & Jeffrey Doohan | Andrew Kraulis and Damon Runyan                 | "The Old Switcheroo (Parts 1 & 2)"    | Intercambio e inserción del cuerpo | La banda vuelve a sus cuerpos originales después de reunir a los hermanos. |
| Amy Potter            | Lara Jean Chorostecki                           | "Nowhere Man" and "Exposure"          | Al tomar una foto la persona en ella muere y su cuerpo es poseído por una sombra maligna.                                                     | Mientras ayuda a Audrey a rescatar a Nathan, su problema termina cuando acepta que Morgan, que tenía cautivos a Audrey y Nathan, no es la persona de antes, porque el verdadero Morgan ya se murió.                                                                        |
| Eve                   | Tammy Isbell                                    | "Morbidity"                           | Es capaz de asesinar gente al pensar en su padre                                                                                              | Al alejarse de Haven Audrey, ella y Hank su problema se detiene. |
| Pete Pelak            | Matt Baram                                      | "Mortality"                           | Es capaz de contagiar a gente con enfermedades.                                                                                               | Termina cuando Mara obliga a Duke a matarlo. |
| Samantha              | Celeste Desjardins                              | "Reflections"                         | Empatía y Manipulación empática, es capaz de ver lo que hay en el interior de las personas y sacarlo.                                         | Admite que ha utilizado su problema. |
| Duke Crocker          | Eric Balfour                                    | "Chemistry"                           | Absorción de Éter, eliminación de problemas y creación de problemas nuevos o existentes                                                       | Duke explota después de que Charlotte combina a Audrey y Mara. Ahí se reveló que Mara, antes de ser fusionada en Audrey, le mintió a Charlotte. |
| Joe Sena              | Anthony Ulc                                     | "Chosen"                              | Éxtasis y Horror: Su preocupación por sus hijos hace que ellos queden atrapados en los lugares que el teme.                                   | Convencido por Audrey de dejar de tener miedo, habla con su hija sobre su amor, causando la liberación de todos los encerrados. |